# Federação Taitiana de Futebol
A Federação Taitiana de Futebol (em francês: Fédération Tahitienne de Football, ou FTF) é o órgão dirigente do futebol da Polinésia Francesa. Ela é a responsável pela organização dos campeonatos disputados no país, bem como da Seleção Nacional masculina e feminina.